# コミックプリズム
『コミックプリズム』とは、キルタイムコミュニケーションより発行されていた成人漫画雑誌である。2010年10月25日に創刊号が発売され、『二次元ドリームマガジン』増刊号の扱いで季刊発行されていたが、2013年2月26日発売のVol.7にて休刊した。

## 概要
主な構成は巻頭、巻中、巻末でカラー漫画・イラストが4作前後、そしてモノクロ漫画となっている。フェチ系コミック誌をうたっており、二次元ドリームマガジンと比べると、陵辱作品は少なく、闘うヒロインもほぼ登場しない。強気な女の子（Hに対して積極的な女の子)の割合が比較的多く、和姦傾向の舞台で、衣装や身体のパーツ、プレイなどのフェチっぽい見せ方にこだわったHをするという内容になっていた。また、電子書籍版のコミックプリズムEXTRAとして、番外編的な作品が3作発売されている。

## 主な掲載作家
- しなのゆら　Vol.1～4までの表紙及び連動のカラーイラストを担当。
- かいとうぴんく　Vol.5の表紙及び連動のカラーイラストを担当。Vol.1～6でカラー漫画を掲載。
- くく維きゃん　Vol.6～7までの表紙及び連動のカラーイラストを担当。Vol.2～7では『未来の花嫁様』と題したカラーイラストや漫画を掲載。
- FCT　Vol.1～7まででカラー漫画を掲載。
- ウメ吉　Vol.1～7まででモノクロ漫画を掲載。
- MAKI　Vol.1～7まででモノクロ漫画を掲載。
- からすま弐式　Vol.1～7まででモノクロ漫画を掲載。
- 新道一　Vol.1～7まででモノクロ漫画を掲載。
- 楠木りん　Vol.1・2・4～7まででモノクロ漫画を掲載。
- 老眼　Vol.1～5・7でモノクロ漫画を掲載。
- NAZ　Vol.1～3でカラー漫画、5～7でモノクロ漫画を掲載。
- 七海静歌　Vol.1～3でモノクロ漫画を掲載。
- モチ　Vol.1・3・6でモノクロ漫画を掲載。
- トキサナ　Vol.1・2・5でモノクロ漫画を掲載。
- 鈴木和　Vol.1・2・6でモノクロ漫画を掲載。
- るしゅーと　Vol.2・3・5でモノクロ漫画を掲載。
- 武田あらのぶ　Vol.2・4・6・7でカラー・モノクロ漫画を掲載。
- R言　Vol.3・4・6・7でモノクロ漫画を掲載。
- 夢乃狸　Vol.4～7でモノクロ漫画を掲載。
- 大庭新　Vol.4・6・7でモノクロ漫画を掲載。

- つかこ　Vol.1で掲載。
- asagiri　Vol.1で掲載。
- ぱふぇ　Vol.1で掲載。
- RAVEN　Vol.1で掲載。
- 悠宇樹　Vol.2で掲載。
- 貂　Vol.3で掲載。
- Piえろ　Vol.3で掲載。
- n820　Vol.3・5で掲載。
- ゴンざぶろー　Vol.4・6で掲載。
- せぼい　Vol.5で掲載。
- stem　Vol.7で掲載。
- うさぎなごむ　Vol.7で掲載。